# Catharina von Wartenberg
Anna Catharina von Wartenberg (geb. Rickers; 12. Januar getauft 1674 in Lobith; † 19. März 1734 in Den Haag) war eine deutsche Maitresse des Königs Friedrich I. von Preußen.

## Leben
Catharina wurde als Tochter des wohlhabenden niederrheinischen Zollinspektors Christoffel Rickers (–1694) und seiner Frau, Johanna Elisabeth Raab bei Emmerich im Herzogtum Kleve geboren, das zum Kurfürstentum Brandenburg gehörte. Ein königlicher Kammerdiener Peter Biedekap lernte sie dort kennen und brachte sie 1690 nach der Heirat nach Berlin. Hier wurde sie die Mätresse des Reichsfreiherrn Johann Kolb, der später Premierminister am Hofe König Friedrichs I. wurde. Ihr Bruder Johann von Rickers wurde 1702 vom preußischen König in den Adelsstand erhoben.
Aus der Ehe mit dem Kammerdiener gingen ein Sohn und eine Tochter hervor, die der König später zu Reichsfreiherren von Aßbach erhob. Nach Biedekaps Tod heiratete Kolbe 1696 die Witwe und führte dem König seine Ehefrau als Mätresse zu. Mit dem Gatten wurde sie 1699 Reichsgräfin. Sie gewann großen Einfluss auf den König, obgleich es unsicher ist, ob sie intim wurden. König und Mätresse waren jeden Tag beisammen, wie es die Zeit gebot. Catharina sorgte durch Machthunger und Eitelkeit für manche Skandale im Hofleben, brüskierte immer wieder Königin Sophie Charlotte, aber auch den König mit anderen Favoriten, u. a. mit dem englischen Gesandten, Thomas Wentworth Mylord Raby (1672–1739). Die Rede ging, eine Wirtstochter regiere Preußen, was aber auf Verleumdung beruhte. Der König überließ ihr 1705 das Lustschloss Monbijou, das bisher der Königin gedient hatte. Als Graf Kolbe von Wartenberg Ende 1709 gestürzt worden war, musste Catharina mit ihm nach Frankfurt am Main weggehen, Monbijou wurde gegen eine Entschädigung dem König zurückgegeben. Wartenberg starb 1712 mit 69 Jahren in Frankfurt. Die Witwe begann nach einer Reise nach Utrecht zu ihrem Sohn dort eine Affäre mit dem französischen Marschall d’Huvelles (wohl Marschall d’Huxelles) und lebte in Paris. Wentworth und d’Huxelles waren an den Friedensverhandlungen zum Utrechter Frieden 1713 beteiligt. Sie zog später nach Den Haag, wo sie 1734 im Alter von 60 Jahren starb. Sie selbst sagte, „dass man eher die Muscheln am Strand von Schev(en)ingen zählen könnte als ihre galanten Abenteuer“, aber Friedrich I. sei nicht darunter gewesen, „so gern ich diese wohl unstreitig ehrenvollste Eroberung gemacht hätte“.
Sie erbte vom Vater 1694 das Schlößchen Borghees bei Emmerich, das sie ihren Bruder verwalten ließ.

### Nachkommen
Das Paar von Wartenberg hatte sechs Kinder, von denen zwei Mädchen bald nach der Geburt starben:
- Friedrich Kasimir (* 9. Januar 1697; † 19. Oktober 1719)
- Elisabetha (* 21. März 1698; † 1698)
- Kasimir (* 6. Mai 1699; † 2. Oktober 1772) ⚭ Marie Sophie Wilhelmine Eleonore zu Solms-Rödelheim und Assenheim (* 4. Juli 1698; † 1. Oktober 1766)
- Friedrich Karl (* 29. Juli 1704; † 20. September 1757) ⚭ Anna Regina (Wagnerin) von Treuenfels (* 25. September 1711; † 2. September 1782)
- Wilhelm Anton (* 31. August 1705; † 6. September 1778)
- Sophie Dorothea (* 10. Februar 1707; † 1707)

Die Gräfin hatte bereits aus erster Ehe mit dem Kammerdiener Biedekap einen Sohn und eine Tochter geboren, die auf Betreiben Kolbe von Wartenbergs mit dem Namen Bidekap von Aßbach (bzw. „Aschbach“) (nach dem kolbschen Besitz Aschbacherhof bei Kaiserslautern in der Pfalz) geadelt wurden. (Reichsadelsstand zu Wien am 27. Juli 1699 für Friedrich Eberhard Christoph und Helene Sophie Eleonore Bidekap, Kinder des kurbrandenburgischen Geheimen Kämmerers und Sekretärs Peter Bidekap und der Anna Catharina Rickers, wiedervermählten Gräfin Kolb v. Wartenberg, mit dem Prädikat „von Aschenbach“ und kurbrandenburgische Adelsbestätigung am 28. März 1700 unter dem Namen „Bidekap von Aschbach“.) Die Freiin Helene Sophie Eleonore Bidekap von Aßbach († 1775 in Königsberg) heiratete am 24. Februar 1706 mit dreizehn Jahren den zehn Jahre älteren Grafen Ernst Sigismund von Schlieben, später königlich preußischer Kammerpräsident.

## Einzelbelege
1. ↑  Christoffel Rickers. In: Familie Bosch van Rosenthal. Gelders Archief, abgerufen am 31. Dezember 2019 (niederländisch).
2. ↑  Gerhard Jaeckel: Die Charité: Die Geschichte eines Weltzentrums der Medizin von 1710. Berlin 2018, S. 5 f. (google.de).
3. ↑  S. Fischer-Fabian, Preußens Gloria: Der Aufstieg eines Staates (1979/2007), S. 62ff., greift dies auf nach dem Wort der Mutter von Sophie Charlotte. Danach gab es auch eine Schmähschrift gegen die rothaarige „Hexe“.
4. ↑  Genealogische Beschreibung Aller Des H. R. Reichs jetztlebender Graffen und Herren, Sammt Deroselben Gemahlinnen, Herren, Fräulinnen, auch Brüdern, Schwestern und Verwandten, dabey ihre Geburt, Regierung, Vermählung und Residenzen angemercket werden. Seidel, 1722 (google.de [abgerufen am 4. Januar 2020]).
5. ↑  Der genealogische Archivarius: welcher alles, was sich unter den ietztlebenden hohen Personen in der Welt an Geburten, Vermählungen, Avancements und Todes-Fällen veränderliches zuträgt, mit Eindrückung vieler Lebens-Beschreibungen sorgfältig anmercket ... Heinsius, 1734 (google.de [abgerufen am 4. Januar 2020]).
6. ↑  Zitat des Vordersatzes in: A vagabond courtier: from the memoirs and letters of Baron Karl Ludwig Pöllnitz: ed. Edith E. Cuthell, 1913, S. 333. In dieser englischen Ausgabe steht die Leugnung der Beziehung zu Friedrich nicht, wie sie jedoch Fischer-Fabian zitiert.
7. ↑  A vagabond courtier; from the memoirs and letters of Baron Charles Louis von Pöllnitz. London : S. Paul, 1913 (archive.org [abgerufen am 4. Januar 2020]).
8. ↑  Hubbertz, Catharina, S. 55f.
9. ↑  GHdA, Adelslexikon Band I, Band 53 der Gesamtreihe, Limburg an der Lahn 1972, S. 386
10. ↑  Helene Sophie Bidekap von Asbach
11. ↑  Ernst Sigismund von Schlieben
12. ↑  Martin Ernst von Schlieffen, Nachricht von einigen Häusern des Geschlechts der von Schlieffen (1784), S. 390 f.
13. ↑  Karl von Ledebur, König Friedrich I. von Preußen, S. 325 f.
14. ↑  Robarts - University of Toronto: Memoirs of the queens of Prussia. London : W. Kent, 1858 (archive.org [abgerufen am 2. Januar 2020]).

| Personendaten    | Personendaten                        |
| ---------------- | ------------------------------------ |
| NAME             | Wartenberg, Catharina von            |
| ALTERNATIVNAMEN  | Anna Catharina Rickers (Geburtsname) |
| KURZBESCHREIBUNG | deutsche Maitresse                   |
| GEBURTSDATUM     | Januar 1674                          |
| GEBURTSORT       | Lobith                               |
| STERBEDATUM      | 19. März 1734                        |
| STERBEORT        | Den Haag                             |